# وانغ تشى ون
وانغ تشى ون (بالصينية: 王志文) هو ممثل صيني، ولد في 25 يونيو 1966 في الصين. من الجوائز التي نالها Asian Film Award for Best Supporting Actor ‏.

## جوائز
- Asian Film Award for Best Supporting Actor [الإنجليزية]‏

## وصلات خارجية
- وانغ تشى ون على موقع IMDb (الإنجليزية)
- وانغ تشى ون على موقع ألو سيني (الفرنسية)
- وانغ تشى ون على موقع أول موفي (الإنجليزية)
- وانغ تشى ون على موقع قاعدة بيانات الأفلام السويدية (السويدية)
- وانغ تشى ون على موقع قاعدة بيانات الفيلم (الإنجليزية)
- وانغ تشى ون على موقع كينوبويسك (الروسية)